# 殺人ネット
『殺人ネット』（さつじんネット）は、2004年11月6日に公開された日本映画。配給はGPミュージアムソフト。
2004年11月25日にDVDが発売された。

## あらすじ
藍（井村空美）の携帯電話に届けられた「殺人ネット」と呼ばれるチェーンメール。それは、“殺したい相手の名前を入力してそのメールを送れば、その相手を殺せる”と最近噂になっているメールだった。噂を全く信じていなかった藍だが、冬美（川崎真央）に、「私の名前を入れて送信して」と言われ、渋々冬美の名前を入れて送信する。
すると、その直後、冬美は屋上から飛び降り自殺をしてしまう。冬美の死後、次々に起こる謎の事故…。冬美は藍が送った「殺人ネット」のせいで死んでしまったのだろうか？

## キャスト
- 藍 - 井村空美
- 篠崎 冬美 - 川崎真央
- 亜紀子 - 亜沙里
- 陽子 - 大久保綾乃
- 千春 - 神崎詩織
- 雨宮慶治 - 大和啄也
- 海野教師 - 工藤俊作
- 友情出演 - 菅田俊
- 友情出演 - 岡元あつこ

## スタッフ
- 監督 - 川野浩司
- 脚本 - 川野浩司
- 製作 - 中島仁
- プロデューサー - 西健二郎、寺西正己
- 撮影 - 鍋島敦裕
- 美術 - 福田宣
- 音楽 - 飯島健

## キャッチコピー
- 『このメール、読んだら死んじゃうよ…』